# 人物証明書

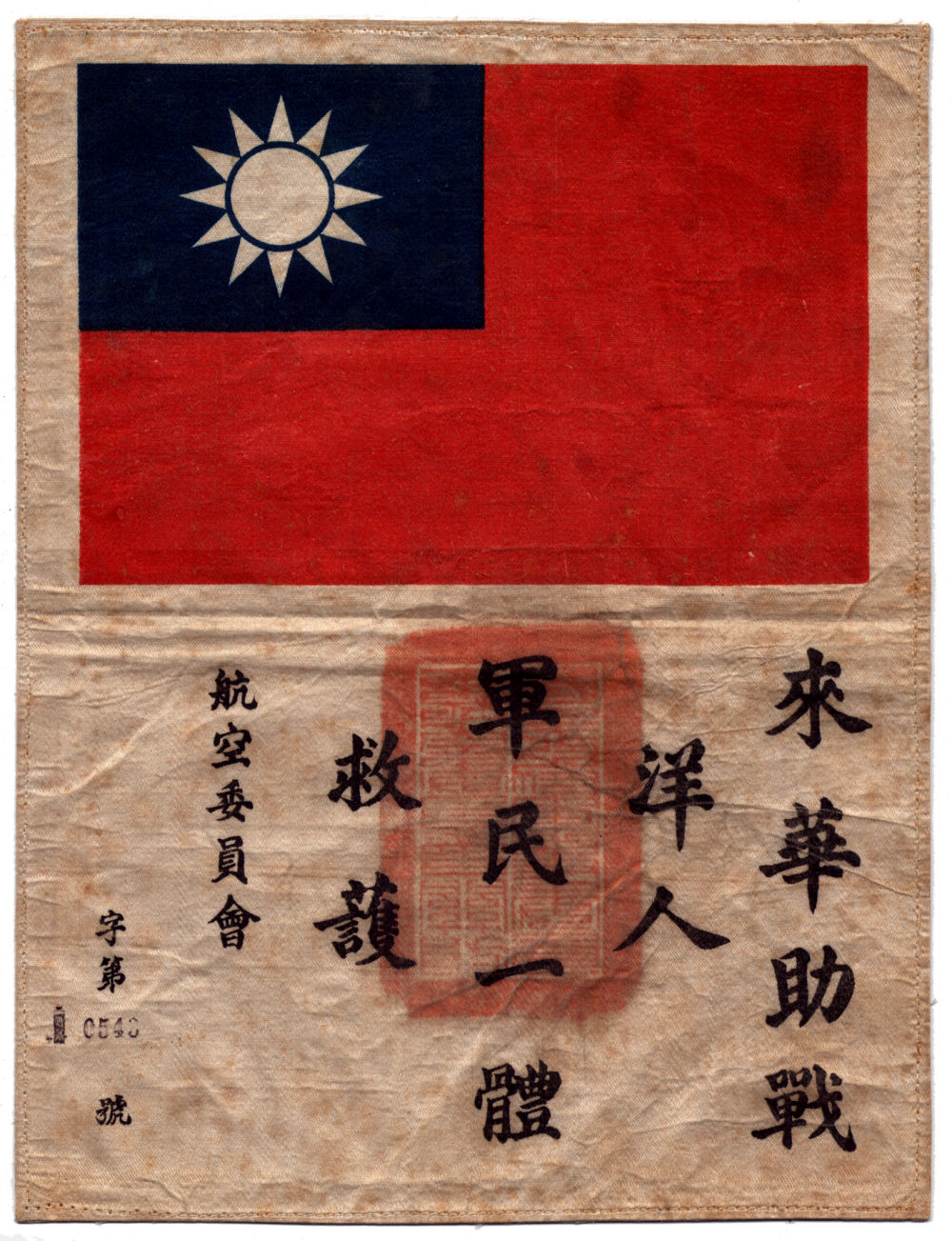
"戦闘員人物証明書" はアメリカ合衆国義勇軍 フライング・タイガースに対して発行された。 中国語で: "当外国人は中国を支援するために参戦している。軍民一体となって全ての人が当人を救護するよう願う". (R.E. Baldwin Collection)

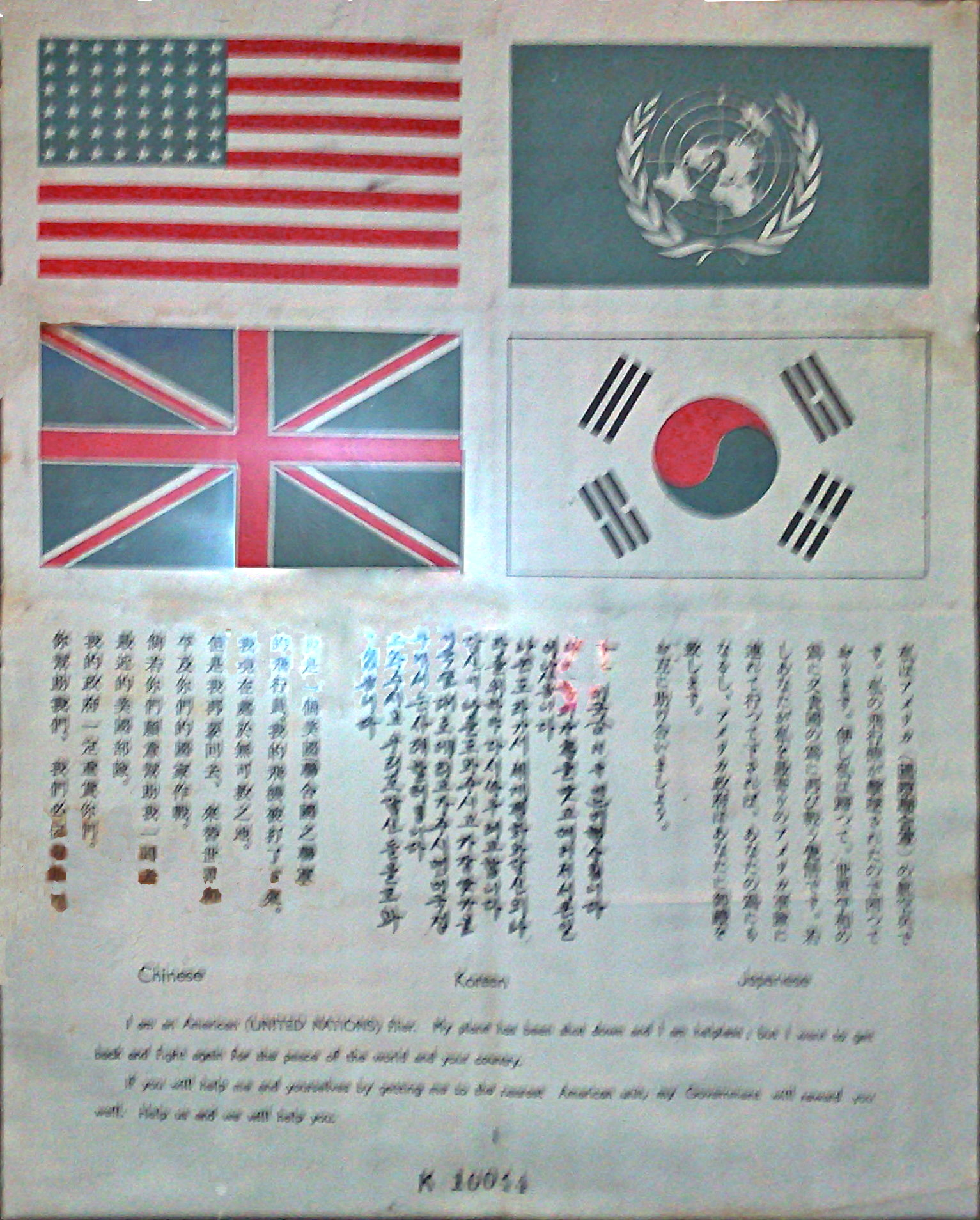
人物証明書は朝鮮戦争でも国連軍パイロットによって使用された。 (オーストラリア戦争記念館所蔵)

戦闘員人物証明書 （英語：Blood chit）とは、軍人、特に航空隊員が撃墜されたときに第三国の現地住民に救護を請うための通知書であり、別名「避難証」や「識別証明」とも呼ばれる。
戦闘員人物証明書は、1793年フランスの気球乗りジャン＝ピエール・ブランシャールがアメリカで熱気球飛行したときが起源である。 ブランシャールは熱気球を制御することが出来ないので、何処に着陸するか誰も知らなかった。ブランシャールは英語を話すことが出来なかったので、時のジョージ・ワシントン大統領が「全てのアメリカ国民は彼をフィラデルフィアへ帰郷支援する義務を有する」との手紙を書いた。
以下の文は人物証明書の1つである。

"私はアメリカ空軍パイロットです。
我が戦闘機は撃墜されました。
私は貴国の言葉を話すことが出来ません。
私は日本軍と戦っている兵士です。
どうか食料を分けて下さい。そしてここから1番近い連合国基地へ連れて行ってください。基地到着後、貴殿に報奨を与えます。"

こうした人物証明書は、マレー語、ビルマ語、タミール語、タイ語、ベンガル語などアジア15ヶ国の言語で書かれている。